# Elkhart (Illinois)
Elkhart és una població dels Estats Units a l'estat d'Illinois. Segons el cens del 2000 tenia 443 habitants.

## Demografia
Segons el cens del 2000, Elkhart tenia 443 habitants, 183 habitatges, i 116 famílies. La densitat de població era de 117,2 habitants/km².
Dels 183 habitatges en un 33,3% hi vivien nens de menys de 18 anys, en un 53,6% hi vivien parelles casades, en un 7,1% dones solteres, i en un 36,6% no eren unitats familiars. En el 32,8% dels habitatges hi vivien persones soles el 16,4% de les quals corresponia a persones de 65 anys o més que vivien soles. El nombre mitjà de persones vivint en cada habitatge era de 2,42 i el nombre mitjà de persones que vivien en cada família era de 3,14.
Per edats la població es repartia de la següent manera: un 28% tenia menys de 18 anys, un 6,5% entre 18 i 24, un 26,4% entre 25 i 44, un 23,7% de 45 a 60 i un 15,3% 65 anys o més.
L'edat mediana era de 39 anys. Per cada 100 dones de 18 o més anys hi havia 89,9 homes.
La renda mediana per habitatge era de 41.838 $ i la renda mediana per família de 55.417 $. Els homes tenien una renda mediana de 36.250 $ mentre que les dones 24.750 $. La renda per capita de la població era de 19.958 $. Aproximadament el 4,3% de les famílies i el 4,2% de la població estaven per davall del llindar de pobresa.

## Poblacions més properes
El següent diagrama mostra les poblacions més properes.